# 西尾和美
西尾 和美（にしお かずみ、1945年（昭和20年）6月8日 - 2019年（令和元年）7月5日）は、岐阜県生まれ米国在住のサイコセラピスト。人間総合科学大学客員教授。
アダルトチルドレン、ドメスティックバイオレンスに強い。アダルトチルドレンの著書が多数ある。年に1度（主に9月）来日し、アダルトチルドレン対象のセミナーや、医療関係者向けの講座を開いていた。アダルトチルドレン向けのセラピー「リプロセスリトリート」の開発者であり、同セラピーのセラピストカウンセラーを養成する講座も開いていた。

## 学歴
- 南山大学・学士[3]
- 東京学芸大学大学院・修士[3]
- サンフランシスコ州立大学大学院・修士[3]
- バークレー大学臨床心理学大学院（CSPP）・博士[3]

## 著書
- 『リフレーム 一瞬で劇的な変化を生みだすカウンセリングの技術』大和書房、2012年. ISBN 4479793569
- 『西尾和美の アダルトチルドレン癒しと回復のためのセルフスタディキット』OZ8株式会社、2009年.
- 『機能不全家族―「親」になりきれない親たち』講談社、1999年. ISBN 4062099306 (のち文庫)
- 『アダルト・チルドレン 癒しのワークブック―本当の自分を取りもどす16の方法』学陽書房、1998年. ISBN 4313860045
- 『心の傷を癒すカウンセリング366日』講談社、1998年. ISBN 4062562952
- 『アダルト・チルドレンと癒し―本当の自分を取りもどす』学陽書房 、1997年. ISBN 4313860037
- 『今日1日のアファメーション―自分を愛する365日』ヘルスワーク協会、1997年.  ISBN 493884401X